# Strade Bianche 2017
La Strade Bianche 2017 fou l'onzena edició de la Strade Bianche. Aquesta va ser la primera vegada que la cursa formà part de l'UCI World Tour, amb una categoria 1.UWT, i es disputà el 4 de març de 2017 sobre un recorregut de 175 quilòmetres, amb inici i final a Siena, seguint carreteres, però també les anomenades strade bianche, pistes forestals.
El vencedor final fou el polonès Michał Kwiatkowski (Team Sky), que s'imposà en solitari després d'atacar en un grup de quatre corredors a manca de 15 km per l'arribada. En segona posició, a 15 segons, arribà el belga Greg Van Avermaet (BMC Racing), mentre que lTim Wellens (Lotto Soudal) completà el podi.

## Recorregut
Com en l'edició passada la cursa surt de la ciutat de Siena, de la Fortezza Medicea i finalitza a la Piazza del Campo, per una distància de 175 km. En total seran 11 trams de "sterrato" que sumen 62 km. L'organització va decidir batejar el tram de Monte Sante Marie, d'11,5 km, amb el nom de l'ex-ciclista Fabian Cancellara.
Sectors de strade bianche
| Sector Núm. | Nom                                   | Quilòmetres        | Llargada (km) | Categoria         |
| ----------- | ------------------------------------- | ------------------ | ------------- | ----------------- |
| 1           | Vidritta                              | de l'11,1 al 13,1  | 2.100         | *                 |
| 2           | Bagnaia                               | del 17,0 al 21,7   | 4.700         | *                 |
| 3           | Radi                                  | del 27,8 al 32,2   | 4.400         | * · * · *         |
| 4           | Str. Commune di Murlo                 | del 38,5 al 44     | 5.500         | *                 |
| 5           | Lucignano d'Asso                      | del 66,8 al 78,7   | 11.900        | * · * · *         |
| 6           | Pieve a Salti                         | del 79,7 al 89,2   | 8.000         | * · * · * · *     |
| 7           | San Martino in Grania                 | del 102.7 al 112   | 9.500         | * · * · *         |
| 8           | Monte Sante Marie - Fabian Cancellara | del 121 al 132,4   | 11.500        | * · * · * · * · * |
| 9           | Monteaperti                           | del 150,7 al 151,5 | 800           | *                 |
| 10          | Colle Pinzuto                         | del 155,6 al 158   | 2.400         | * · * · * · *     |
| 11          | Le Tolfe                              | del 161,7 al 163   | 1.100         | * · * · *         |

## Equips participants
En ser una nova cursa de l'UCI World Tour, tots els UCI WorldTeams són convidats a prendre-hi part, però no obligats a fer-ho, però finalment tots hi foren presents. Completaren el gran grup tres equips professionals continentals.
| WorldTeams (18)- AG2R La Mondiale - Astana - Bahrain-Merida - BMC Racing Team - Bora-Hansgrohe - Cannondale-Drapac - Dimension Data - FDJ - Katusha-Alpecin - Lotto NL-Jumbo - Lotto-Soudal - Movistar Team - Orica-Scott - Quick-Step Floors - Sky - Team Sunweb - Trek-Segafredo - UAE Team Emirates Equips continentals professionals (3)- Androni Giocattoli - Bardiani CSF - Nippo-Vini Fantini |
| |

## Classificació final
| \| Classificació general \| Classificació general \| Classificació general \| Classificació general \| Classificació general \| \| Corredor \| Corredor \| Equip \| Temps \| \| \| --------------------- \| ----------------------- \| --------------------- \| --------------------- \| --------------------- \| \| 1r \| Michał Kwiatkowski \| Team Sky \| 4h 42' 42" \| \| \| 2n \| Greg Van Avermaet \| BMC Racing Team \| + 15" \| \| \| 3r \| Tim Wellens \| Lotto-Soudal \| + 17" \| \| \| 4t \| Zdeněk Štybar \| Quick-Step Floors \| + 23" \| \| \| 5è \| Tom Dumoulin \| Team Sunweb \| + 1' 26" \| \| \| 6è \| Luke Durbridge \| Orica-Scott \| + 1' 26" \| \| \| 7è \| Christopher Juul-Jensen \| Orica-Scott \| + 1' 29" \| \| \| 8è \| Tiesj Benoot \| Lotto-Soudal \| + 2' 20" \| \| \| 9è \| Thibaut Pinot \| FDJ \| + 2' 23" \| \| \| 10è \| Scott Thwaites \| Dimension Data \| + 2' 52" \| \| \| 11è \| José Gonçalves Maciel \| Katusha-Alpecin \| + 3' 10" \| \| \| 12è \| Quentin Jauregui \| AG2R La Mondiale \| + 4' 05" \| \| \| 13è \| Fabio Felline \| Trek-Segafredo \| + 4' 05" \| \| \| 14è \| Luis León Sánchez Gil \| Astana \| + 4' 41" \| \| \| 15è \| Stefan Küng \| BMC Racing Team \| + 5' 31" \| \| \| 16è \| Vegard Stake Laengen \| UAE Team Emirates \| + 5' 41" \| \| \| 17è \| Gianni Moscon \| Team Sky \| + 5' 55" \| \| \| 18è \| Ondřej Cink \| Bahrain-Merida \| + 6' 22" \| \| \| 19è \| Edvald Boasson Hagen \| Dimension Data \| + 8' 15" \| \| \| 20è \| Truls Engen Korsæth \| Astana \| + 8' 15" \| \| |                         |                   |            |
| |                         |                   |            |
| Fonts: ProCyclingStats Cycling Quotient |                         |                   |            |
| Classificació general |                         |                   |            |
| Corredor | Corredor                | Equip             | Temps      |
| 1r | Michał Kwiatkowski      | Team Sky          | 4h 42' 42" |
| 2n | Greg Van Avermaet       | BMC Racing Team   | + 15"      |
| 3r | Tim Wellens             | Lotto-Soudal      | + 17"      |
| 4t | Zdeněk Štybar           | Quick-Step Floors | + 23"      |
| 5è | Tom Dumoulin            | Team Sunweb       | + 1' 26"   |
| 6è | Luke Durbridge          | Orica-Scott       | + 1' 26"   |
| 7è | Christopher Juul-Jensen | Orica-Scott       | + 1' 29"   |
| 8è | Tiesj Benoot            | Lotto-Soudal      | + 2' 20"   |
| 9è | Thibaut Pinot           | FDJ               | + 2' 23"   |
| 10è | Scott Thwaites          | Dimension Data    | + 2' 52"   |
| 11è | José Gonçalves Maciel   | Katusha-Alpecin   | + 3' 10"   |
| 12è | Quentin Jauregui        | AG2R La Mondiale  | + 4' 05"   |
| 13è | Fabio Felline           | Trek-Segafredo    | + 4' 05"   |
| 14è | Luis León Sánchez Gil   | Astana            | + 4' 41"   |
| 15è | Stefan Küng             | BMC Racing Team   | + 5' 31"   |
| 16è | Vegard Stake Laengen    | UAE Team Emirates | + 5' 41"   |
| 17è | Gianni Moscon           | Team Sky          | + 5' 55"   |
| 18è | Ondřej Cink             | Bahrain-Merida    | + 6' 22"   |
| 19è | Edvald Boasson Hagen    | Dimension Data    | + 8' 15"   |
| 20è | Truls Engen Korsæth     | Astana            | + 8' 15"   |